# Bockholmssättra
Bockholmssättra (även Bockholmssätra, Sätra eller Sättra) är en herrgård och tidigare säteri belägen vid Bockholmssundet i nordvästra delen av Salems socken i Salems kommun, Stockholms län. Från 1600-talet och fram till 1944 hörde Bockholmssättra till Ekerö socken. Bockholmssättra omtalas redan på 1400-talet.  Gården fick sitt nuvarande utseende i samband med en ombyggnad på 1940-talet.
Området är känt för sitt stora tegelbruk som existerade mellan 1800-talets början och 1916.  Bruket hade 1885 den största produktionen av samtliga tegelbruk i Mälardalen och levererade även tegel till bygget av Stockholms stadshus. Idag finns bara fundamentrester kvar efter den en gång så stora anläggningen.

## Gården
Bockholmssättra är känt sedan 1400-talet, för tidigare bosättningar saknas förhistoriska fynd. År 1675 fick egendomen säterifrihet och 1694 beskrevs den som "väl bebyggt med små träbyggningar". Fram till gården leder en cirka 500 meter lång allé. Gårdsbebyggelsen består av en huvudbyggnad flankerad av två flyglar. När nuvarande byggnader uppfördes är inte känt. Troligen härstammar husen från 1800-talets början.  På 1940-talet genomfördes en större ombyggnad, då skapades det nuvarande utseendet, bland annat höjdes byggnaden med en våning.
Huvudbyggnaden präglas av enkel träarkitektur med vitmålade fasader och listverk i ljusblå kulör. Taket är valmat och täckt av svart plåt. Även flyglarna är uppförda i två våningar och har vitmålade träfasader samt plåttäckta sadeltak. Strax väst och öst om gården ligger en förvaltarbostad respektive ett äldre magasin från 1800-talet. kommunen.

### Bilder gårdens byggnader och omgivningen

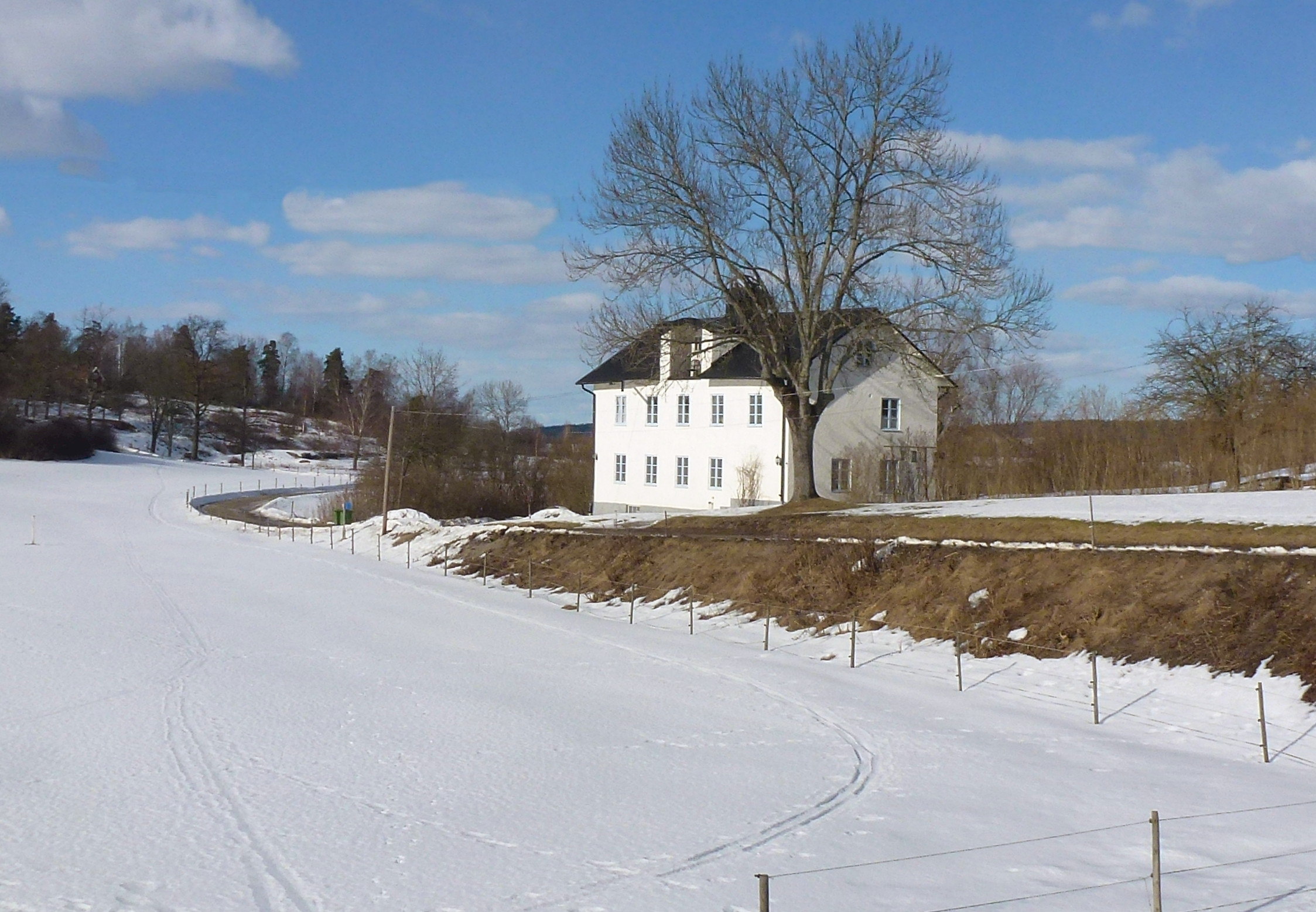
Förvaltarbostaden
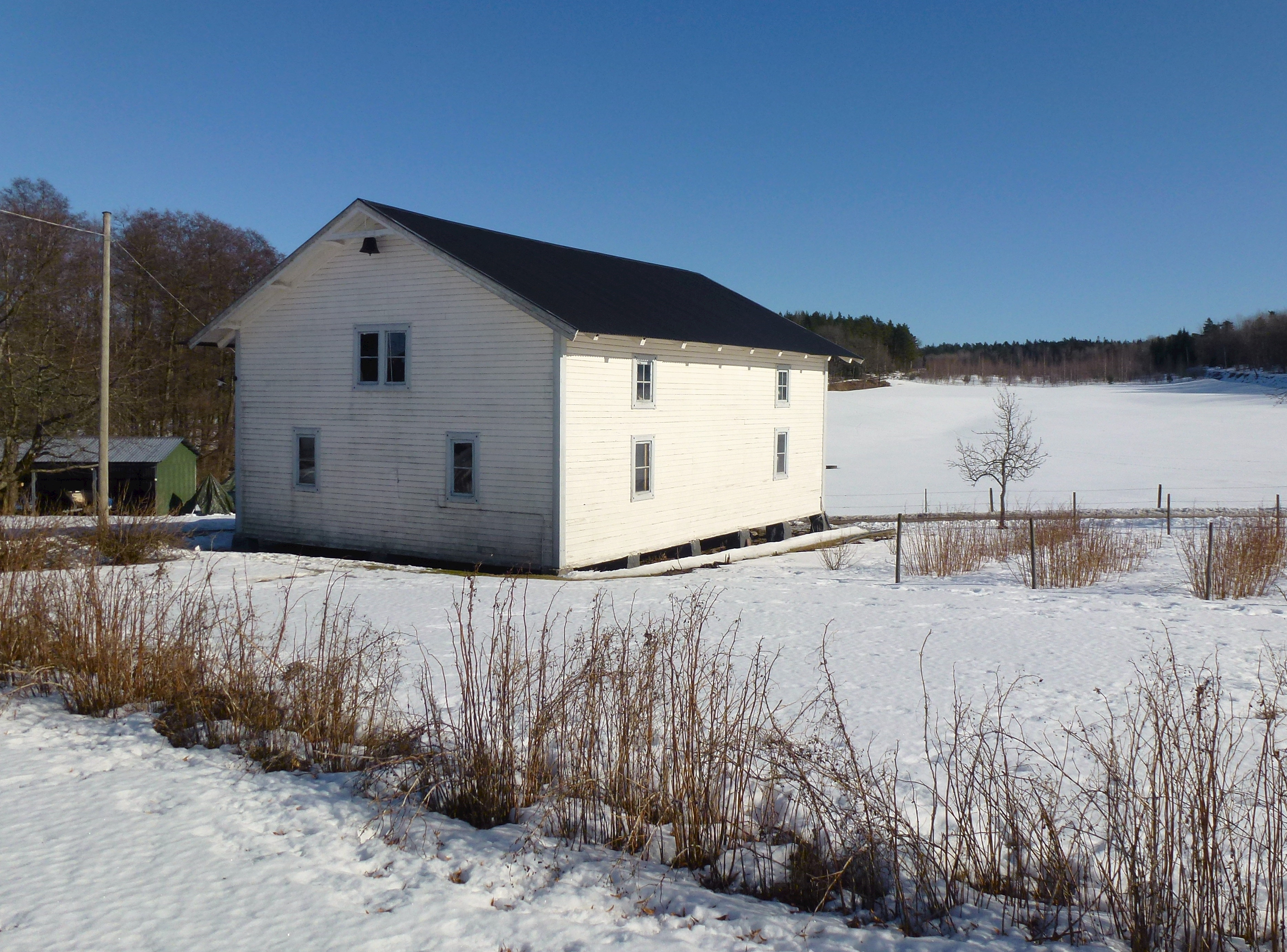
1800-tals magasin
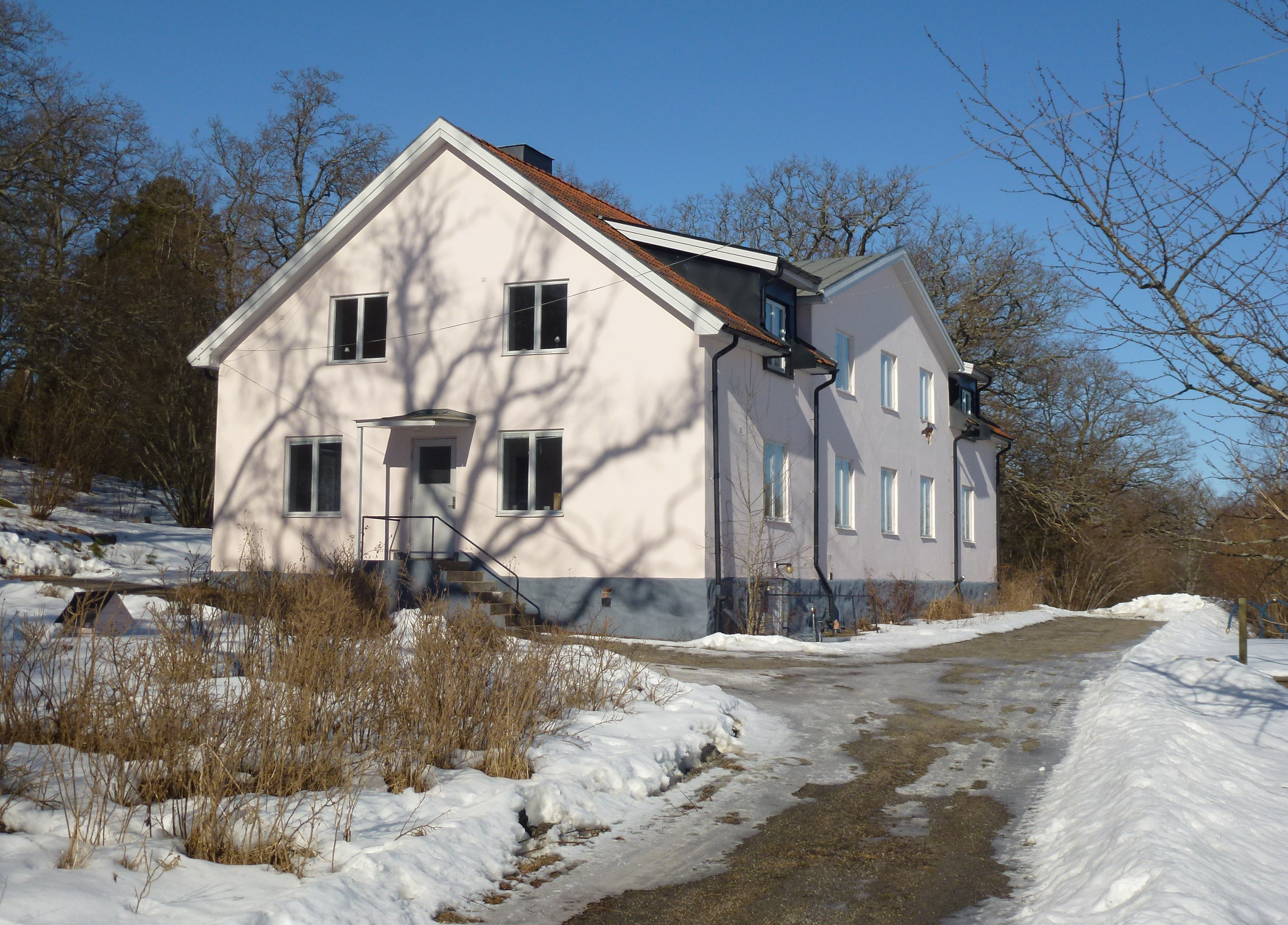
Skolan

## Bockholmssättras tegelbruk
Tegelbruket vid Bockholmssättra speglar en viktig del i Salems tidiga industrihistoria. Bruket anlades i början av 1800-talet väster om gården och intill Mälaren. Dåvarande ägare var Johan Henrik Schöön. Han hade även på 1820-talet  under en kort period en snusfabrik i den närbelägna Högantorps gård. Här tillverkades murtegel, taktegel och rörtegel. Under sin glansperiod vid 1880-talet hade Bockholmssättra den största produktionen av samtliga tegelbruk i Mälardalen. En uppgift från 1908 anger arbetsstyrkan till 160 man under säsongen. Detta år producerades 5 miljoner mur-, tak- och rörtegel.
Det var huvudsakligen för Stockholms vid den tiden enorma byggproduktion som tegel från Bockholmssättra behövdes. Anläggningen hade en egen brygga och transporterna gick på pråm in till Stockholm. Även Stockholms stadshus hörde till kunderna fram till 1916 då bruket stängdes och byggnaderna revs. Intill bruket uppfördes 1881 även en skola och två bruksarbetarbostäder, de var byggda av brukets eget tegel.
Idag finns synliga spår efter bryggan och stenfundament efter de långa torkladorna och andra fabrikslokaler. Där leran hade grävts fram syns numera terrasseringar i landskapet.

### Bilder, tegelbruket

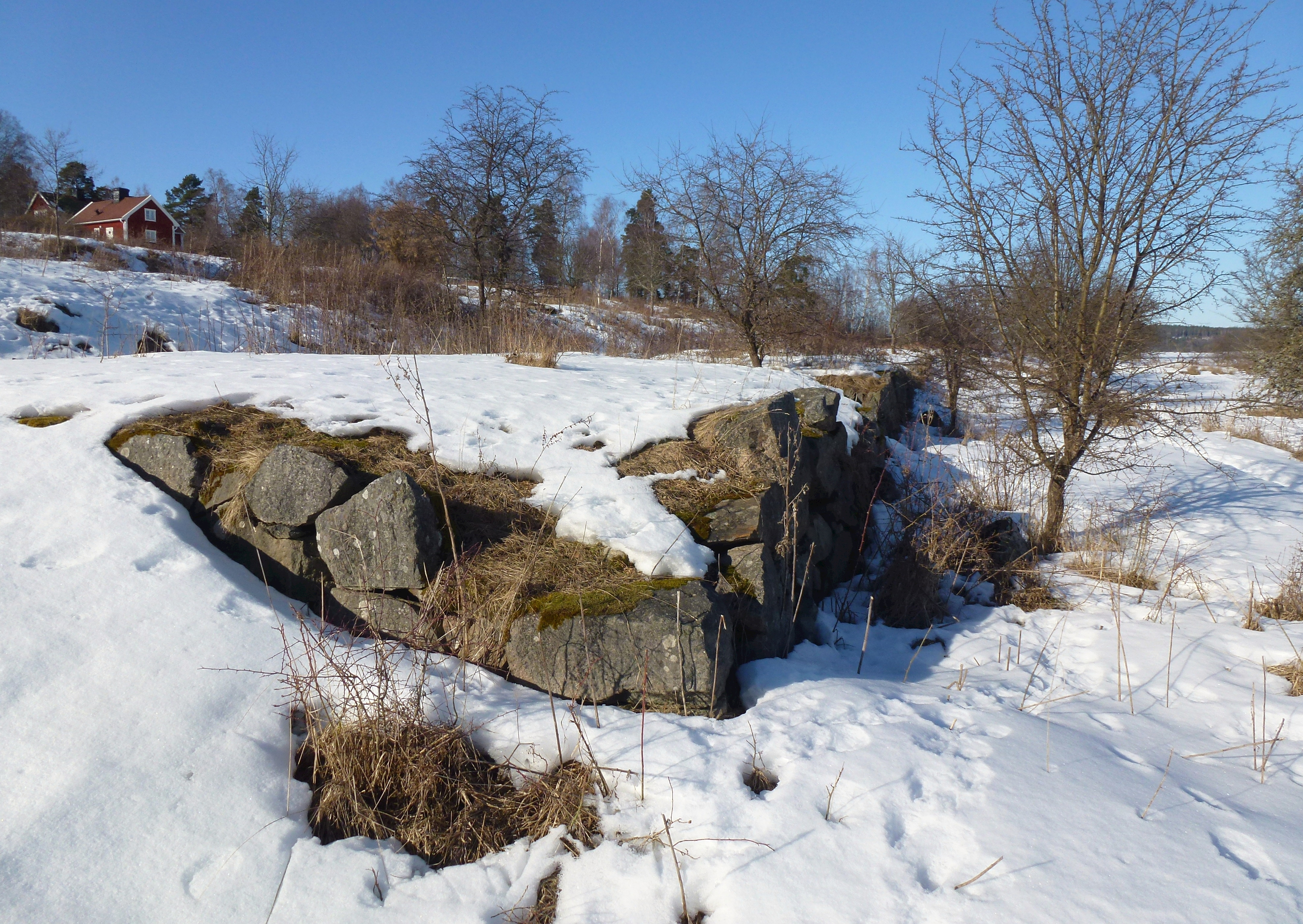
Fundament efter torkladan
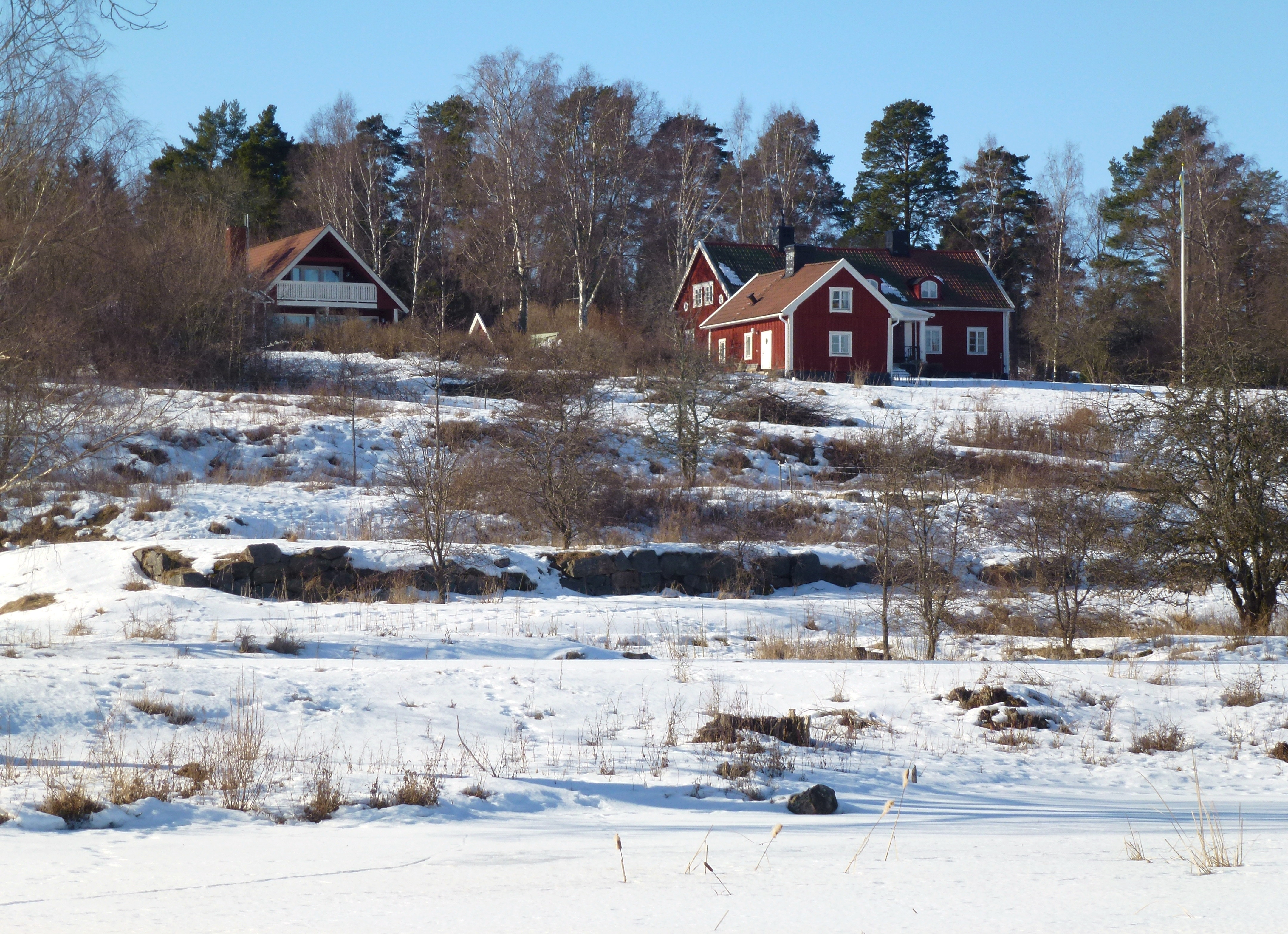
Fundament och bruksbostäder
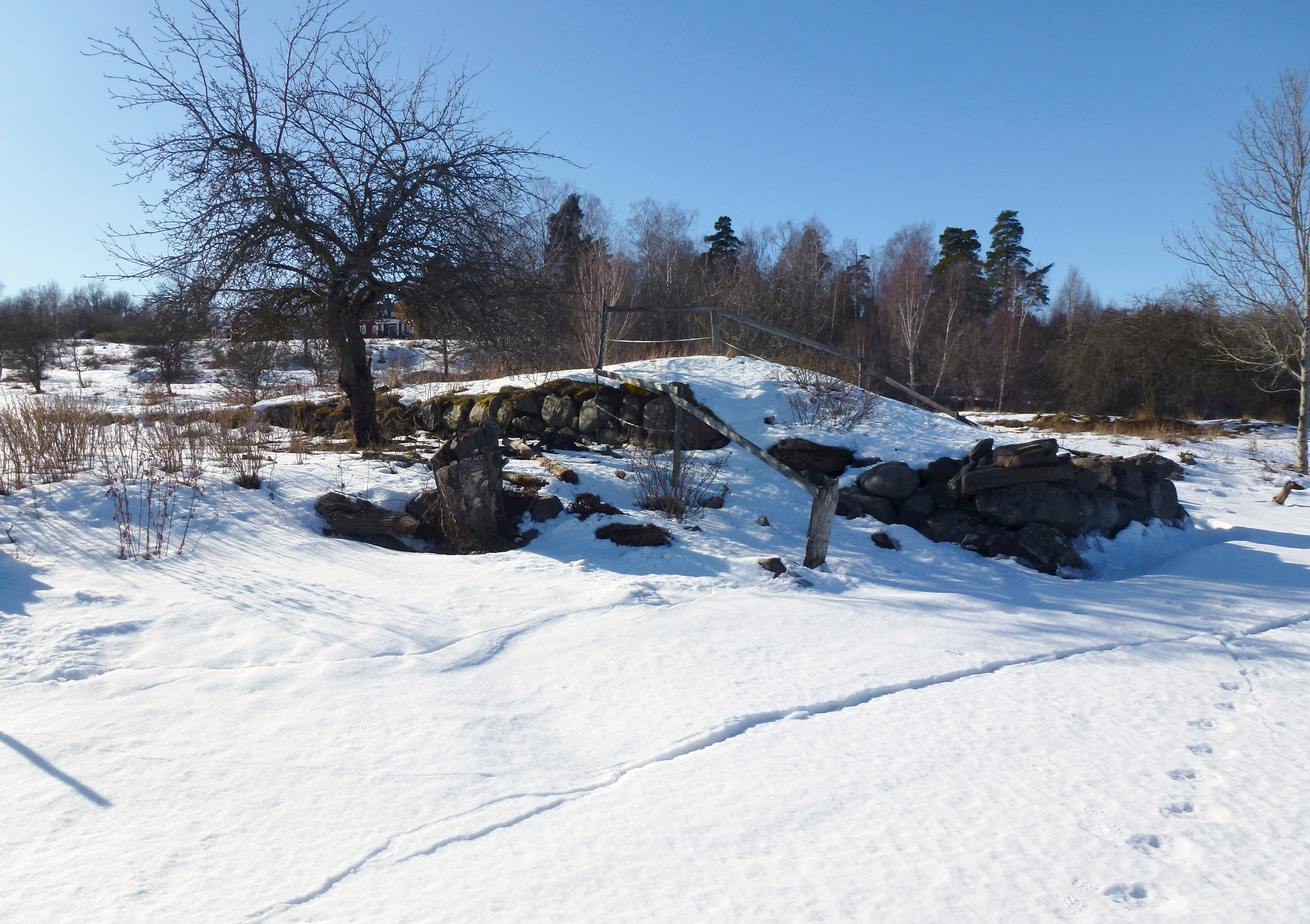
Rester av bryggan
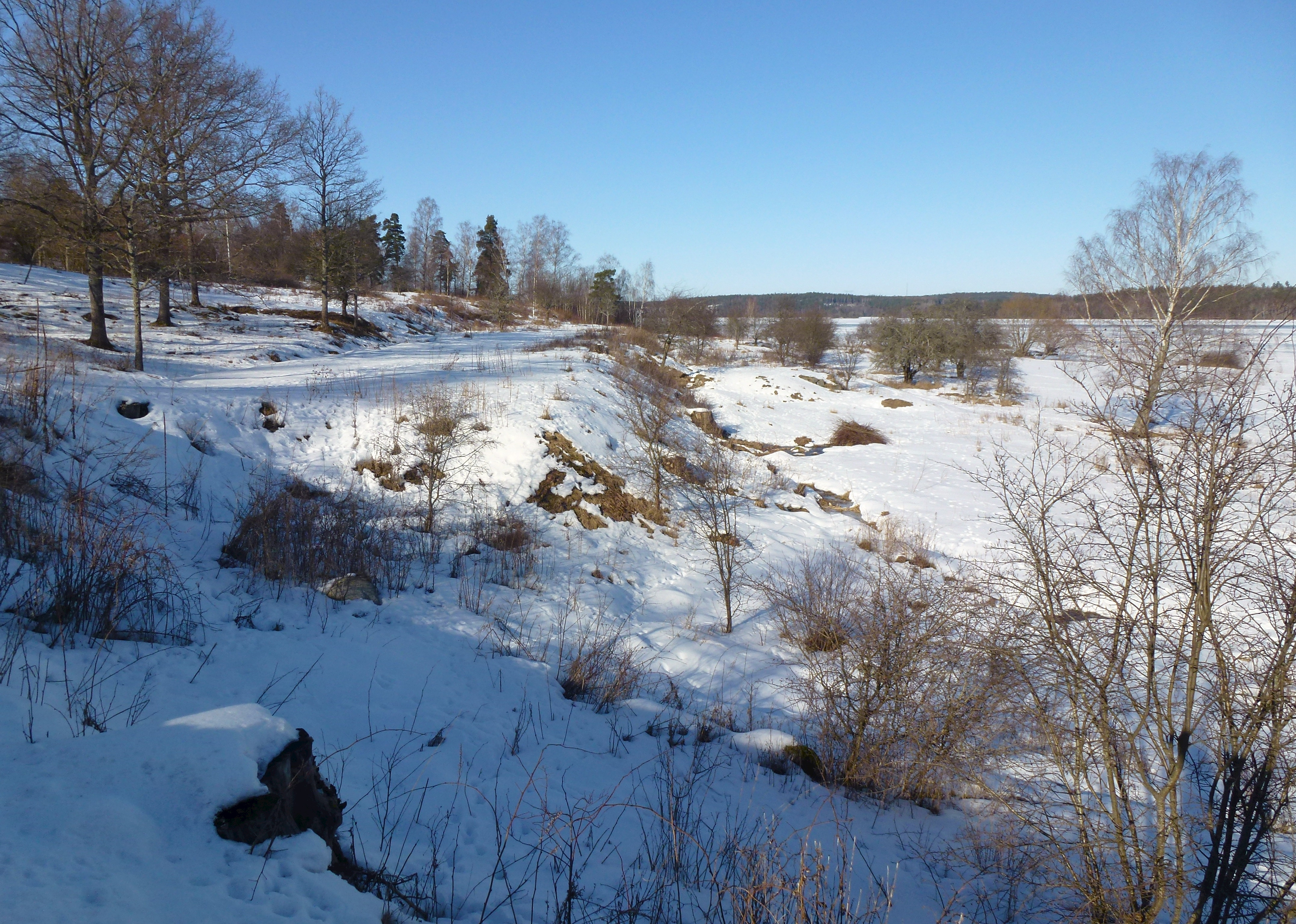
Terrasseringar i landskapet